# 邁耶山
79°47′S 81°6′W / 79.783°S 81.100°W
邁耶山是南極洲的山峰，位於埃爾斯沃思地，屬於埃爾斯沃思山脈中赫里蒂奇嶺的一部分，以地質學家命名，現時由南極條約體系管理。